# Hotel La Rose
El Hotel La Rose, en 5th y Wilson Sts. en Santa Rosa, California, fue construido en 1907, como reemplazo de un edificio predecesor destruido en el terremoto de San Francisco de 1906.  Fue incluido en el Registro Nacional de Lugares Históricos en 1978. 
Es un gran edificio de piedra de tres pisos, de unos 62 x 80 pies (18,9 x 24,4 m) en planta, con paredes 20 pulgadas (0,5 m) a 24 pulgadas (0,6 m) grueso. Su estilo incluye aspectos de la arquitectura del renacimiento georgiano. 
Fue construido por los canteros Peter Maroni, Natale Forni, Massimo Galeazzi y Angelo Sodini del norte de Italia, quienes "habían adquirido su habilidad para cortar piedra dura en las canteras de mármol italianas". Estos albañiles también construyeron bodegas, iglesias, bibliotecas, edificios ferroviarios y otros edificios en Santa Rosa y en otras partes del condado de Sonoma. 
La piedra con la que se construye es andesita, una roca autóctona del grupo volcánico, de difícil trabajabilidad y utilizada en construcciones de carácter monumental, losas para pisos, revestimiento de paredes y pavimentos'. (Historia de los materiales de construcción, Norman Davey, 1961) En 1907 se concibió como un enorme edificio de piedra de naturaleza sustancial en contraste con la construcción anterior al terremoto más vulnerable. El único edificio hotelero que quedó después del desastre de 1906 en Santa Rosa fue el Western Hotel de piedra en Railroad Square adyacente a La Rose Hotel y también construido por Peter Maroni y Angelo Sodini.

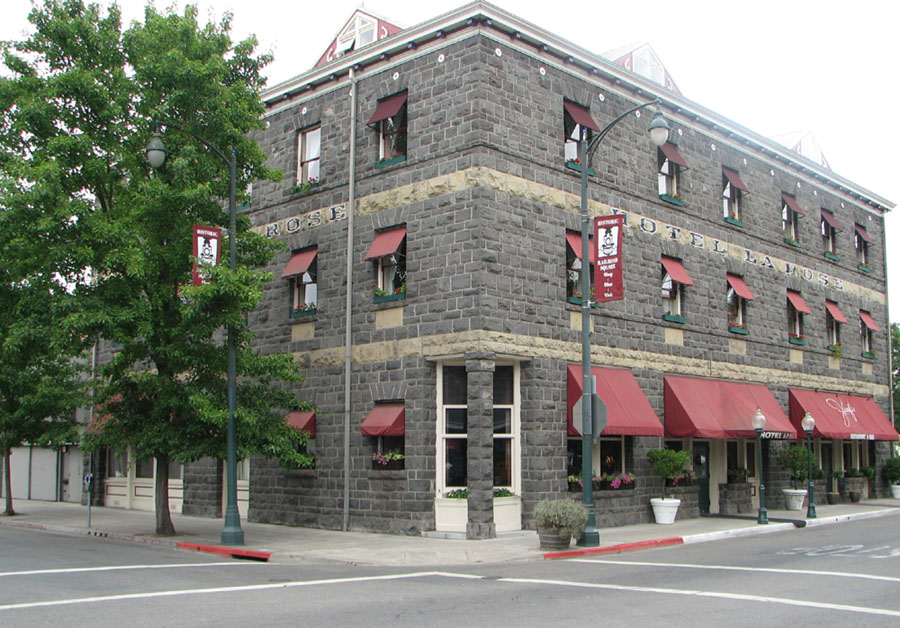
El Hotel La Rose, construido en 1907, es un hotel histórico en funcionamiento en el centro de Santa Rosa.

Es un ancla de lo que ahora se conoce como Railroad Square, la parte del centro de Santa Rosa que se encuentra en el lado oeste de la Ruta 101 de EE. UU. y tiene la mayor concentración de edificios comerciales históricos. De particular interés son los cuatro edificios de piedra toscamente labrados en su núcleo, dos de los cuales son raros porque son anteriores al terremoto de 1906. Incluyen el antiguo depósito de Northwestern Pacific Railroad, que se ve de manera prominente al principio y al final de la película de Alfred Hitchcock Shadow of a Doubt, y el Hotel La Rose, que aún funciona, construido en 1907 y registrado como uno de los National Trust for Historic Preservation Hoteles Históricos de América.
"Después de que el terremoto de 1906 destruyera su renombrado Hotel St. Rose, Bautista Bettini se dispuso a construir una propiedad aún mejor. Usando piedra de una cantera en el lado este de Santa Rosa, los albañiles italianos construyeron el Hotel La Rose de cuatro pisos en 1907 en Railroad Square, un área de la ciudad que bullía de actividad. El Departamento del Interior de los Estados Unidos incluyó al Hotel La Rose en el Registro Nacional de Lugares Históricos en 1977".
Estaba a cargo de Claus Neumann, "un hotelero de renombre", quien también operaba Los Robles Lodge en Cleveland Avenue en Santa Rosa.
Su vestíbulo incluye una escalera del Granero del Teleférico de San Francisco.
Se convirtió en miembro del programa de Hoteles Históricos de América del National Trust for Historic Preservation en 1996.